# Canal de Stecknitz
Le canal de Stecknitz est un canal réalisé en 1390 reliant l'Elbe à la Trave en Allemagne.

## Historique
Le conseil de la ville de Lübeck, capitale de la Hanse, décide de relier par un canal l'Elbe à la Trave, un fleuve côtier du Nord de l'Allemagne. Ouvert en 1398 à des bateaux chargés de craie et de sel, c'est le premier canal à point de partage européen construit grâce à une quinzaine d'écluses simples espacées de plusieurs kilomètres. La navigation s'y effectue par écluses.
En reliant les deux rivières il fait communiquer la mer Baltique et la mer du Nord. C’est la « route du sel » qui contournait les détroits danois en reliant Lunebourg à Lübeck.